# 安东尼诺·贝尔纳迪尼
安东尼诺·贝尔纳迪尼（義大利語：Antonino Bernardini，1974年6月21日—），意大利男子足球运动员，司职中场。他曾代表意大利国奥队参加1996年夏季奥林匹克运动会足球比赛，获得第十二名。